# Abdallah al-Yafi
Abdallah al-Yafi (en arabe : عبد الله اليافي)est un homme d'État libanais. Il est né le 7 septembre 1901 et décédé le 4 novembre 1986.
Il occupe plusieurs fois le poste de Premier ministre entre 1938 et 1969. Il fut aussi député sunnite de Beyrouth.